# Площа Гасина (Львів)
Площа Гасина — площа у Львові, біля бібліотеки Стефаника. Розміщена на розі вулиць Коперника (непарна сторона) та Стефаника (парна сторона). Пішохідна зі сквериком, має газони. Названа на честь українського політичного і військового діяча Олександра (Олекси) Гасина. Покриття площі — бетонні плити.